# 네보티치니크
네보티치니크(슬로베니아어: Nebotičnik)는 슬로베니아의 수도인 류블랴나에 있는 고층 빌딩으로 류블랴나에서 가장 잘 알려진 랜드마크 중 하나다. 13개층으로 높이는 70.35m(231피트)이다. 공사는 1931년 4월 19일에 시작되어 1933년 2월 21일에 개장했다. 완공 당시 유고슬라비아 왕국에서 제일 높은 건물이자 유럽에서 9번째로 높은 고층 빌딩이었다.
현재는 주로 사무실이 입주해있다. 1층과 2층에 다양한 상점이 들어서 있고, 2~5층에는 다양한 사무실이 들어서 있다. 6~9층은 개인 주택택이다. 위쪽 3개 층에는 카페, 바, 전망대가 있다.